# Ghostscript
Ghostscript é um software de impressão para POSIX que permite a impressão de imagens e arquivos compactados.

## Recursos
Ghostscript pode ser usado como um processador de imagem raster (RIP) para varredura impressoras de computador, por exemplo como um filtro de entrada de linha de impressão daemon ou como mecanismo de RIP para PostScript e visualizadores de PDF.
Ghostscript também pode ser usado como um conversor de formato de arquivo, como PostScript para PDF, que é muitas vezes combinados com um driver de impressora PostScript em "impressora virtual" criadores de PDF. Ele também suporta PDF/A e PDF/X-3. [ 2 ]

Como ele toma a forma de um intérprete de linguagem, Ghostscript também pode ser usado como um ambiente de programação de propósito geral.
Ghostscript foi portado para diversos sistemas operacionais, incluindo Unix, Linux, Mac OS, OpenVMS, Microsoft Windows, MS-DOS, FreeDOS, OS/2, Atari TOS e AmigaOS.

## Frontends
Várias interfaces gráficas foram escritas para o Ghostscript que permitem ao usuário visualizar um arquivo PostScript ou PDF na tela, página para a frente e para trás, e ampliar o texto, bem como imprimir páginas únicas ou múltiplas.
- Ghostview executado em Unix/X11. Ghostview tem um inusitado recurso (e talvez contra-intuitivo) interface de usuário: arrastando o mouse sobre a  bandeja de imagem a imagem na direção oposta (o mouse se move a janela sobre a imagem, em vez da imagem abaixo da janela de exibição). O efeito é semelhante a ter invisíveis barras de rolagem toda a imagem é aproximadamente o oposto da visão panorâmicana do Google Maps e outras aplicações.
- gv é executado sobre Unix/X11. gv é uma versão melhorada do Ghostview visualmente. Seu comportamento é semelhante ao Ghostview.
- mgv é executado sobre Unix/X11. É um Motif baseado front-end para Ghostscript. Ele apresenta uma interface de usuário mais convencional, com menus regulares, uma barra de ferramentas e barras de rolagem.
- GSview é executado sobre o Microsoft Windows, OS/2, e sistemas operacionais Unix-like. É mais conhecido por suas versões para Windows e OS/2. No UNIX ele usa o GTK+ toolkit. Embora sob uma licença pública, ele também emprega uma tela de propaganda para encorajar os usuários a registrar, de modo a apoiar o desenvolvimento de GSview. A taxa de inscrição é US $ 40. A última versão foi lançada em novembro de 2007. O estado da documentação Ghostscript, relativa à sua instalação no Windows: "Depois de instalar o Ghostscript, é altamente recomendado que você instale o visualizador GSview, que proporciona uma   interface gráfica  mais fácil de usar para o Ghostscript."[3]
- PDF Blender é um aplicativo multi-plataforma que converte e junta documentos para os formatos PostScript e PDF.
- Moonshiner é um front-end gráfico para usar o Ghostscript para converter de PostScript para PDF, com o objetivo de trabalhar no Linux tanto como Adobe Acrobat
- KGhostView executado sobre Unix/X11. É o porte do Ghostview para KDE 3.
- Okular é executado sobre Unix/X11 e Microsoft Windows (usando KDE 4 para Windows). É uma aplicação KDE 4.
- PDFCreator é executado sobre o Microsoft Windows e cria uma impressora local.

## História
Ghostscript foi originalmente escrito por L. Peter Deutsch em 1986 para o Projeto GNU, e liberado sob a GNU General Public License; mais tarde, Deutsch formou com Aladdin Enterprises para licenciar Ghostscript sob uma licença proprietária. Ghostscript é actualmente propriedada da Artifex Software e mantido por funcionários Artifex Software e a comunidade de usuários em todo o mundo. A versão atual do Ghostscript está novamente disponível sob GPL, mas também Ghostscript pode ser licenciado para uso em projetos proprietários por uma taxa.

## Variantes
- GPL Ghostscript é a variante canônica disponíveis sob GNU General Public License, que é uma licença de software livre. Antes de Junho de 2006, a vanguarda do desenvolvimento Ghostscript era distribuído como AFPL Ghostscript (anteriormente chamado Aladdin Ghostscript) nos termos da Aladdin Free Public License, que restringe o uso comercial. AFPL Ghostscript é agora abandonado.[4]
- GNU Ghostscript é parte do Projeto GNU e é agora derivado de GPL Ghostscript.
- ESP Ghostscript era distribuído pela Easy Software Products sob a GPL. Foi baseado no GPL Ghostscript e contém várias modificações para melhorar a compatibilidade com ESP do Common Unix Printing System. Esta versão não é mais desenvolvido, uma vez que foi fundida com GPL Ghostscript.[5]
- Ghostscript é a versão comercial atual proprietária licenciada pelo Software Artifex para inclusão em produtos de código fechado.

A versão GPL também é usado como a base para Display Ghostscript, que adiciona a funcionalidade necessária para suportar totalmente Display PostScript.